# Lista de representantes do Cazaquistão ao Oscar de melhor filme internacional
Lista de filmes cazaques concorrentes à indicação ao Oscar de Melhor Filme Internacional (anteriormente conhecido como Oscar de Melhor Filme Estrangeiro). O Cazaquistão inscreve filmes nessa categoria de premiação desde 1992, quando se tornou independente da União Soviética. Em 2008, recebeu sua primeira indicação ao Oscar pelo épico filme sobre o imperador mongol Gengis Khan. O Oscar é entregue anualmente pela Academia de Artes e Ciências Cinematográficas a um longa-metragem produzido fora dos Estados Unidos que contenha principalmente diálogos em outros idiomas que não o inglês.

## Filmes inscritos
| Ano (Cerimônia)   | Título em português      | Título em inglês               | Título original               | Direção                                    | Resultado    |
| ----------------- | ------------------------ | ------------------------------ | ----------------------------- | ------------------------------------------ | ------------ |
| 1992 (65ª edição) | Gibel Otrara             | The Fall of Otrar              | Отырардың күйреуі             | Ardak Amirkulov                            | Não indicado |
| 2006 (79ª edição) | Nômade                   | Nomad                          | Көшпенділер                   | Sergei Bodrov, Talgat Temenov, Ivan Passer | Não indicado |
| 2007 (80ª edição) | O Guerreiro Genghis Khan | Mongol                         | Моңғол                        | Sergei Bodrov                              | Indicado     |
| 2008 (81ª edição) | Tulpan                   | Tulpan                         | Қызғалдақ                     | Sergey Dvortsevoy                          | Não indicado |
| 2009 (82ª edição) | Kelin                    | Kelin                          | Келін                         | Ermek Tursunov                             | Pré-lista    |
| 2010 (83ª edição) |                          | Strayed                        | Заблудившийся                 | Akan Satayev                               | Não indicado |
| 2011 (84ª edição) |                          | Returning to the 'A'           | Возвращение в «А»             | Egor Mikhalkov-Konchalovsky                | Não indicado |
| 2012 (85ª edição) |                          | Myn Bala                       | Жаужүрек мың бала             | Akan Satayev                               | Não indicado |
| 2013 (86ª edição) | Shal                     | The Old Man                    | Шал                           | Ermek Tursunov                             | Não indicado |
| 2015 (88ª edição) | Zhat                     | Stranger                       | Жат                           | Ermek Tursunov                             | Não indicado |
| 2016 (89ª edição) | Amanat                   | Amanat                         | Аманат                        | Satybaldy Narymbetov                       | Não indicado |
| 2017 (90th)       |                          | The Road to Mother             | Анаға апарар жол              | Akan Satayev                               | Não indicado |
| 2018 (91ª edição) | Ayka                     | Ayka                           | Айка                          | Sergey Dvortsevoy                          | Pré-lista    |
| 2019 (92ª edição) |                          | Kazakh Khanate – Golden Throne | қазақ хандығының алтын тесігі | Rustem Abdrashev                           | Não indicado |
| 2020 (93ª edição) |                          | The Crying Steppe              | Ұлы дала зары                 | Marina Kunarova                            | Pendente     |